# André-Jean-Jacques Deshayes
Pour les articles homonymes, voir Deshayes.
Œuvres principales
La Dansomanie (1806)
Alcide (1821)
Kenilworth (1831)
André-Jean-Jacques Deshayes (abrégé en A.J.J. Deshayes) est un danseur, chorégraphe et maître de ballet français né à Paris le 24 janvier 1777 et mort à Batignolles le 10 décembre 1846.
Fils du maître de ballet de la Comédie-Italienne Jacques-François Deshayes, André-Jean-Jacques étudie la danse avec son père, puis à l'école du Ballet de l'Opéra de Paris dès 1788, et débute tout jeune à l'Opéra dans les rôles d'enfants.
Engagé par l'Opéra comme premier danseur en 1794, sous la conduite de Pierre Gardel, Deshayes voyage à l'étranger, notamment à Lisbonne en 1799, puis à Londres l'année suivante. Après avoir quitté l'Opéra en 1802, il passe deux années à la Scala de Milan et danse ensuite à Naples et à Vienne.
Mais l'essentiel de sa brillante carrière se passe au King's Theatre de Londres, où il est « Principal » et chorégraphe de 1804 à 1842, avec quelques interruptions, dont les guerres napoléoniennes qui l'obligent à revenir sur le continent. Il contribue durant ces années au développement du ballet romantique en Grande-Bretagne.
À sa retraite en 1842, Deshayes revient s'installer à Paris dans le nouveau quartier des Batignolles, où il meurt à l'âge de 69 ans.
En 1822, il avait publié ses Idées générales sur l'Académie royale de musique, et plus spécialement sur la danse (Paris, Mongie).

## Chorégraphies
- 1806 : La Dansomanie, d'après Pierre Gardel (Londres, King's Theatre)
- 1807 : L'Enlèvement d'Adonis (Londres, King's Theatre)
- 1810 : Psyché, d'après Pierre Gardel (Londres, King's Theatre)
- 1811 : Figaro, d'après Louis Duport (Londres, King's Theatre)
- 1821 : Le Prix (Londres, King's Theatre)
- 1821 : Alcide, avec Albert, pour le couronnement de George IV (Londres, King's Theatre)
- 1824 : Zémire et Azor (Paris, Opéra)
- 1829 : La Somnambule, d'après Jean-Pierre Aumer (Londres, King's Theatre)
- 1829 : Masaniello, musique d'Auber (Londres, King's Theatre)
- 1831 : Kenilworth (Londres, King's Theatre)
- 1831 : La Bayadère (Londres, King's Theatre)
- 1835 : Zéphir berger (Londres, King's Theatre)
- 1837 : Le Brigand de Terracina, musique d'Auber (Londres, Her Majesty's Theatre)
- 1842 : Giselle, avec Jules Perrot (Londres, Her Majesty's Theatre)
- 1842 : Alma, avec Jules Perrot et Fanny Cerrito (Londres, Her Majesty's Theatre)